# Parque de Cuatro Vientos
El parque de Cuatro Vientos es un parque situado en la entrada este al casco urbano de San Roque (Cádiz).
En la plaza de este parque se encuentran situadas la oficina municipal de juventud y la casa cuartel de la Guardia Civil. Colindantes con este parque están el cementerio y tanatorio municipales, y el club de tenis Gaviota.

## Estatua del León

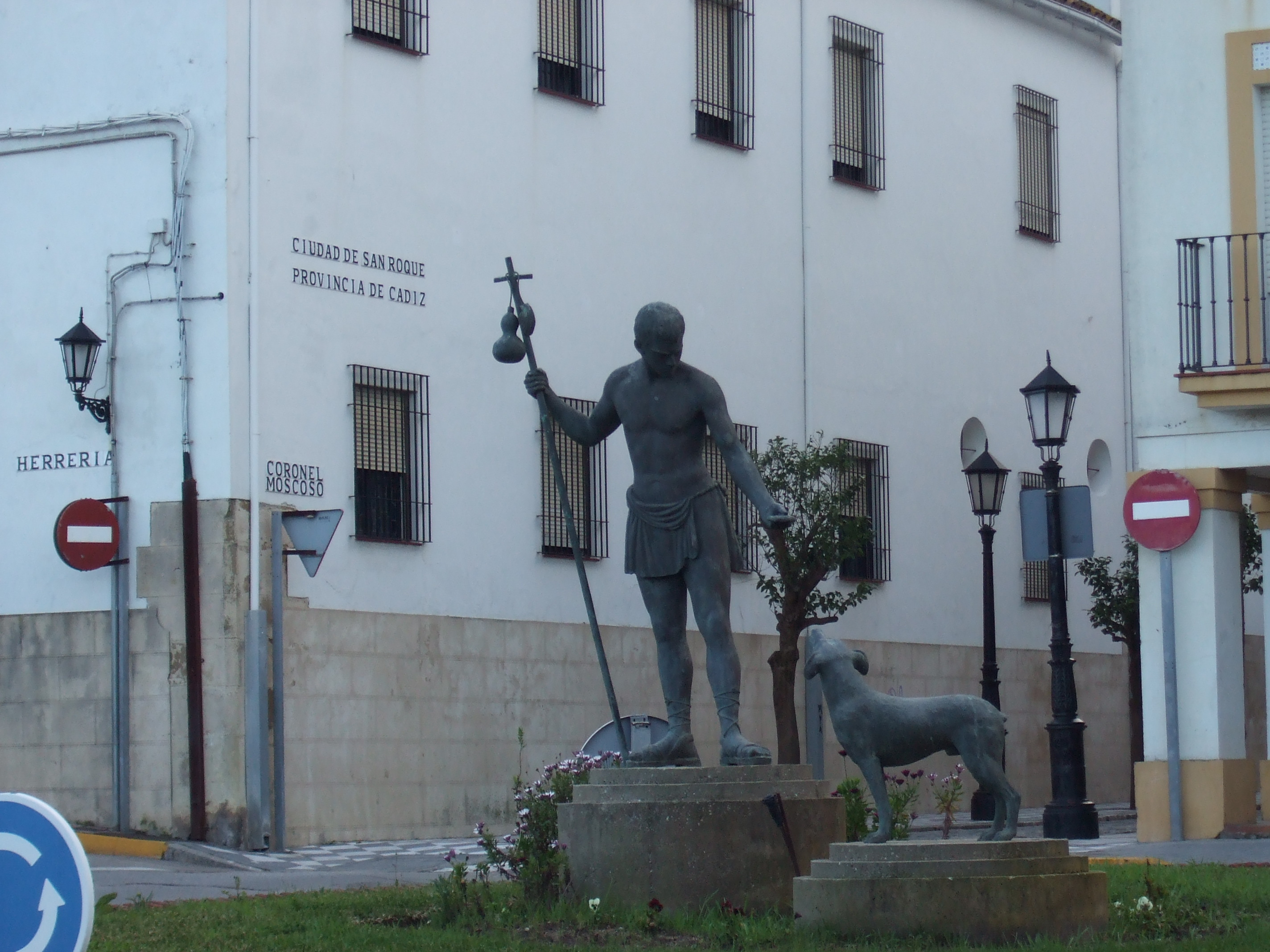
Estatua de San Roque y su perro

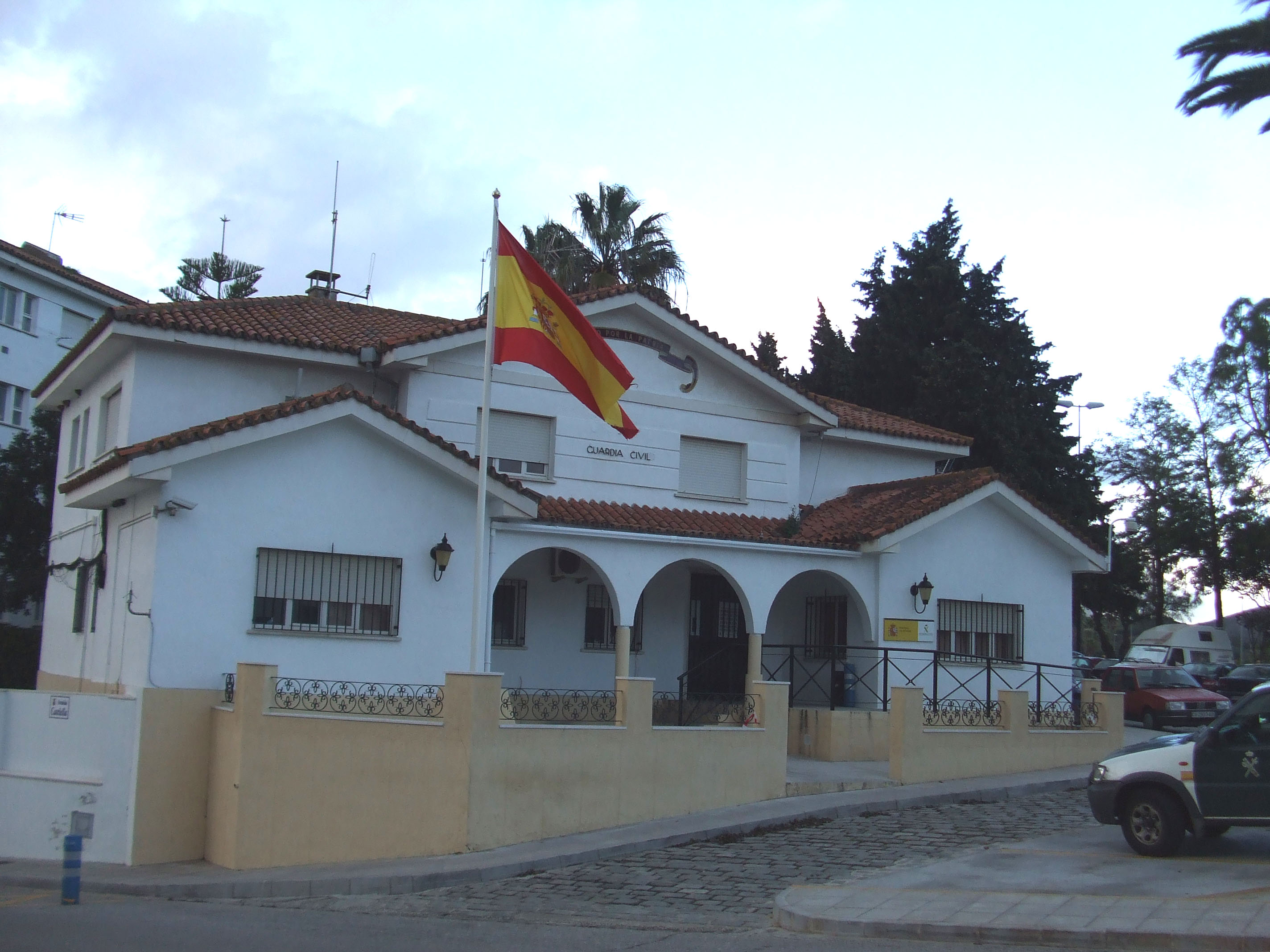
Casa-cuartel de la Guardia Civil

En una columna anexa al parque, en la entrada a San Roque desde la vía de servicio, está situada la estatua del León, obra de Cristóbal Quesada, es un monumento a los caídos en los asedios a Gibraltar. Es un león de piedra que mira hacia el peñón. Con el tiempo se ha convertido en un icono popular de San Roque.

## Comunicaciones

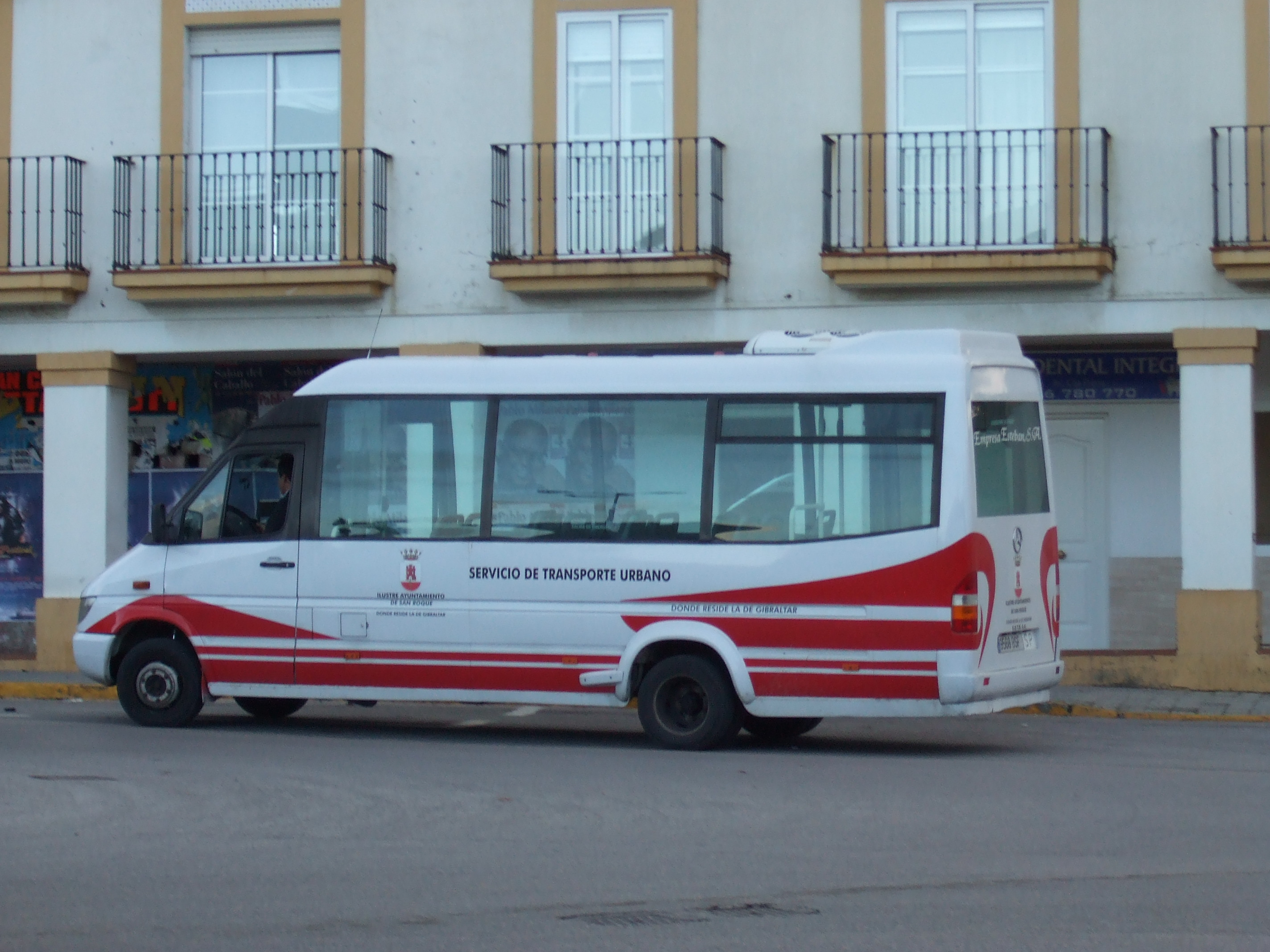
Autobús urbano de San Roque

Se accede al Parque de Cuatro Vientos:
- Desde la salida 119 de la A-7.
- Desde las calles de la Herrería y del Coronel Moscoso.
- Desde la avenida de Castiella.
- Peatonalmente, desde la calle Posada del Toro.

### Parada de autobús
Cuatro Vientos es una de las principales paradas de autobuses urbanos e interurbanos de San Roque. Además de ser atendida por líneas metropolitanas, también es aquí donde los autobuses procedentes de Estepona, Málaga y Granada dejan a sus pasajeros con destino San Roque. Para tomar los autobuses con estos destinos, es necesario desplazarse a la Alameda de Alfonso XI, si se viaja a Estepona, o hasta El Toril, para las otras dos ciudades.
| Líneas de autobús con parada en Cuatro Vientos | Líneas de autobús con parada en Cuatro Vientos | Líneas de autobús con parada en Cuatro Vientos |
| Línea                                          | Trayecto                                       | Empresa                                        |
| ---------------------------------------------- | ---------------------------------------------- | ---------------------------------------------- |
| M-230                                          | San Roque-La Línea                             | Comes y Portillo                               |
| M-240                                          | Estepona-La Línea                              | Portillo                                       |
| M-271                                          | Tesorillo-La Línea                             | Comes                                          |
|                                                | Málaga-Algeciras                               | Portillo                                       |
|                                                | Málaga-La Línea                                | Portillo                                       |
|                                                | Granada-Algeciras                              | Portillo y ALSA                                |
| Autobuses urbanos                              |                                                |                                                |
| 1                                              | San Roque Centro-Guadiaro                      | Socibus                                        |
| 3                                              | Campamento-Estación                            | Socibus                                        |